# 루츠 레게

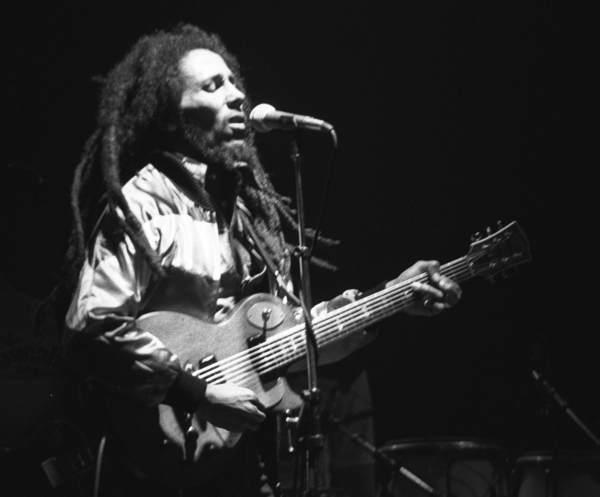

루츠 레게(Roots reggae)는 라스타파리의 영적인 측면을 포함한 예술가들의 일상적인 삶과 신의 은총을 포함한 예술가들의 열망을 다룬 레게의 일종이다.